# Ковпинка
Ковпи́нка (укр. Ковпинка) — село в Новгород-Северском районе Черниговской области Украины. Население — 144 человека. Занимает площадь 1,17 км².
Почтовый индекс: 16022. Телефонный код: +380 4658.

## Власть
Орган местного самоуправления — Ковпинский сельский совет. Почтовый адрес: 16022, Черниговская обл., Новгород-Северский р-н, с. Ковпинка, ул. Ленина, 20.

## История
В ХІХ столетии село Ковпинка было в составе Гремячской волости Новгород-Северского уезда Черниговской губернии. В селе была Христорождественская церковь. Священнослужители Христорождественской церкви:
- 1753 — священник Георгий Григорьевич Гатянецкий
- 1798 — священник Иван Савич